# Capela dos Ossos
Capela dos Ossos (в переводе с порт. — «Часовня костей») — один из самых известных памятников в Эворе, Португалия. Это небольшая часовня, расположенная рядом с входом в церковь Святого Франциска. Часовня получила своё название потому, что её внутренние стены покрыты и украшены человеческими черепами и костями.

## Описание
«Часовня костей» была построена в XVI веке францисканским монахом, который в духе Контрреформации, свойственном той эпохе, хотел подтолкнуть своих братьев к созерцанию и донести до них мысль о том, что земная жизнь — лишь временное явление. Это наглядно показано в знаменитой надписи при входе в часовню: «Nós ossos que aqui estamos pelos vossos esperamos» (в переводе с порт. — «Мы, кости, которые находятся здесь, ждём ваших»).
Мрачная часовня состоит из трёх пролетов 18,7 метров длиной и 11 метров шириной. Свет проникает через три небольших отверстия слева. Её стены и восемь столбов оформлены тщательно упорядоченными «узорами» костей и черепов, скреплённых цементом. Потолок сделан из белого кирпича и расписан фресками на тему смерти. Количество скелетов монахов приблизительно равно 5000 — исходя из кладбищ, которые были расположены в нескольких десятках церквей рядом. Некоторые из этих черепов сегодня исписаны граффити. Два высушенных трупа, один из которых труп ребёнка, раньше свисали с цепей, теперь размещены в стеклянных ящиках на подушках. На крыше часовни написана фраза «Melior est die mortis die nativitatis» (в переводе с лат. — «Лучше день смерти, чем день рождения»).